# Sceloporus exsul
Sceloporus exsul är en ödleart som beskrevs av  Hugh Neville Dixon KETCHERSID och LIEB 1972. Sceloporus exsul ingår i släktet Sceloporus och familjen Phrynosomatidae. IUCN kategoriserar arten globalt som akut hotad. Inga underarter finns listade i Catalogue of Life.